# Honda S2000
Honda S2000 – dwuosobowy roadster produkowany przez japoński koncern motoryzacyjny Honda Motor Company od kwietnia 1999 roku do czerwca 2009 roku. Samochód został stworzony dla uczczenia 50-lecia istnienia firmy Honda. Model produkcyjny poprzedzał koncept o nazwie SSM zaprezentowany podczas Targów Motoryzacyjnych w Tokio w 1995 roku. Auto produkowane miało być w liczbie ograniczonej, jednak duży popyt na auto doprowadził do rozpoczęcia produkcji seryjnej. Pojazd został wycofany z produkcji z powodu wolnossącego silnika, który nie pozwalał przejść testów homologacyjnych z powodu zbyt dużego zużycia paliwa.
Nazwa auta wiąże się z pojemnością wysokoobrotowego silnika benzynowego - S2000 od silnika 2.0, kontynuując niczym tradycję związaną z modelami S500, S600 oraz S800 - roadsterów z 1960 roku. Całkowita produkcja osiągnęła liczbę 112 636 egzemplarzy. Samochód znalazł się w pierwszej dziesiątce niezawodnych aut oraz najczęściej kradzionych samochodów w Stanach Zjednoczonych. Szybkość otwarcia i złożenia dachu wynosi 12 sekund. W Stanach i Japonii należy do najczęściej tuningowanych pojazdów. Pojazd otrzymał tytuł Cabrio of the Year 1999.

## AP1

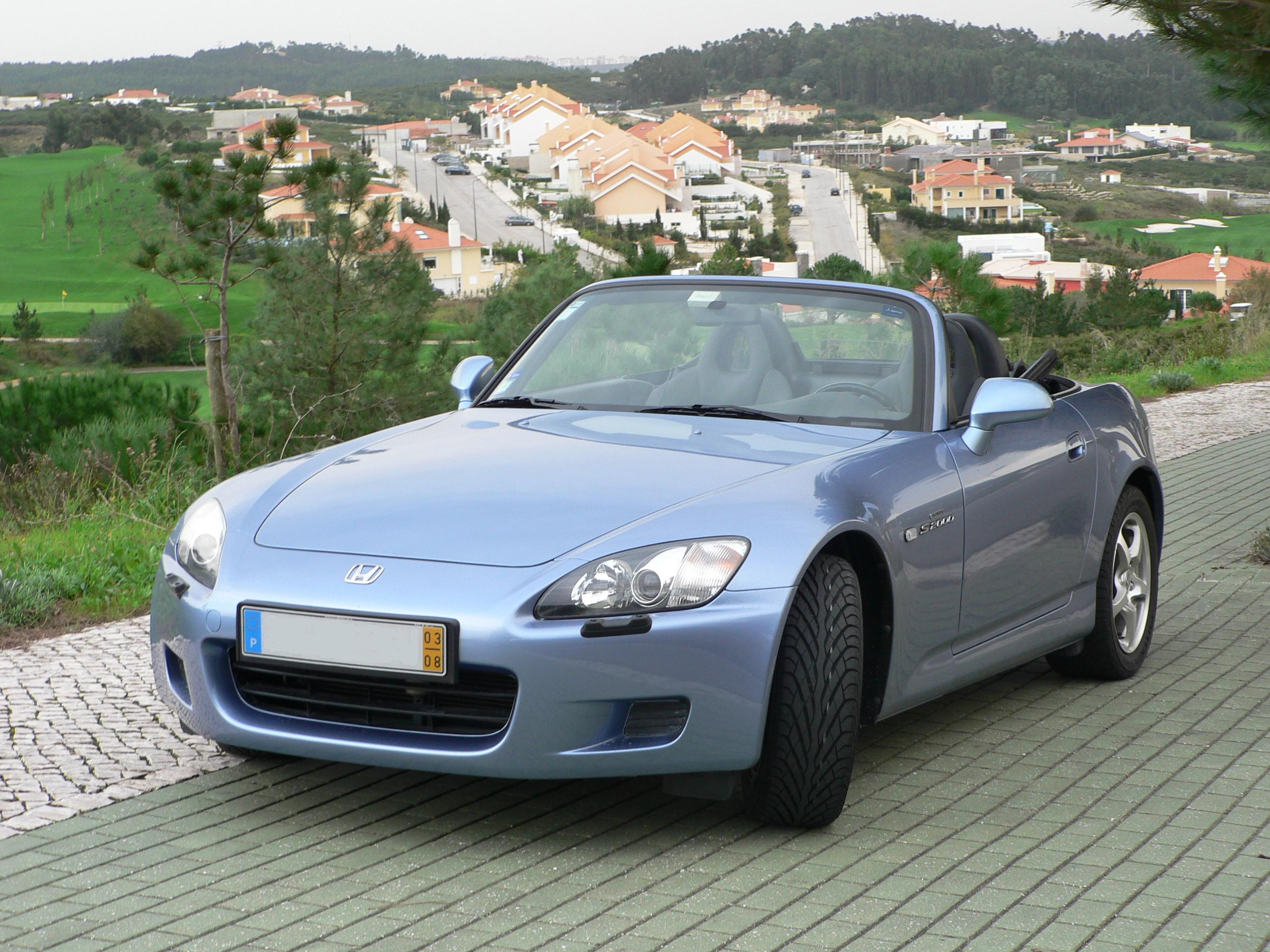
Honda S2000 AP1

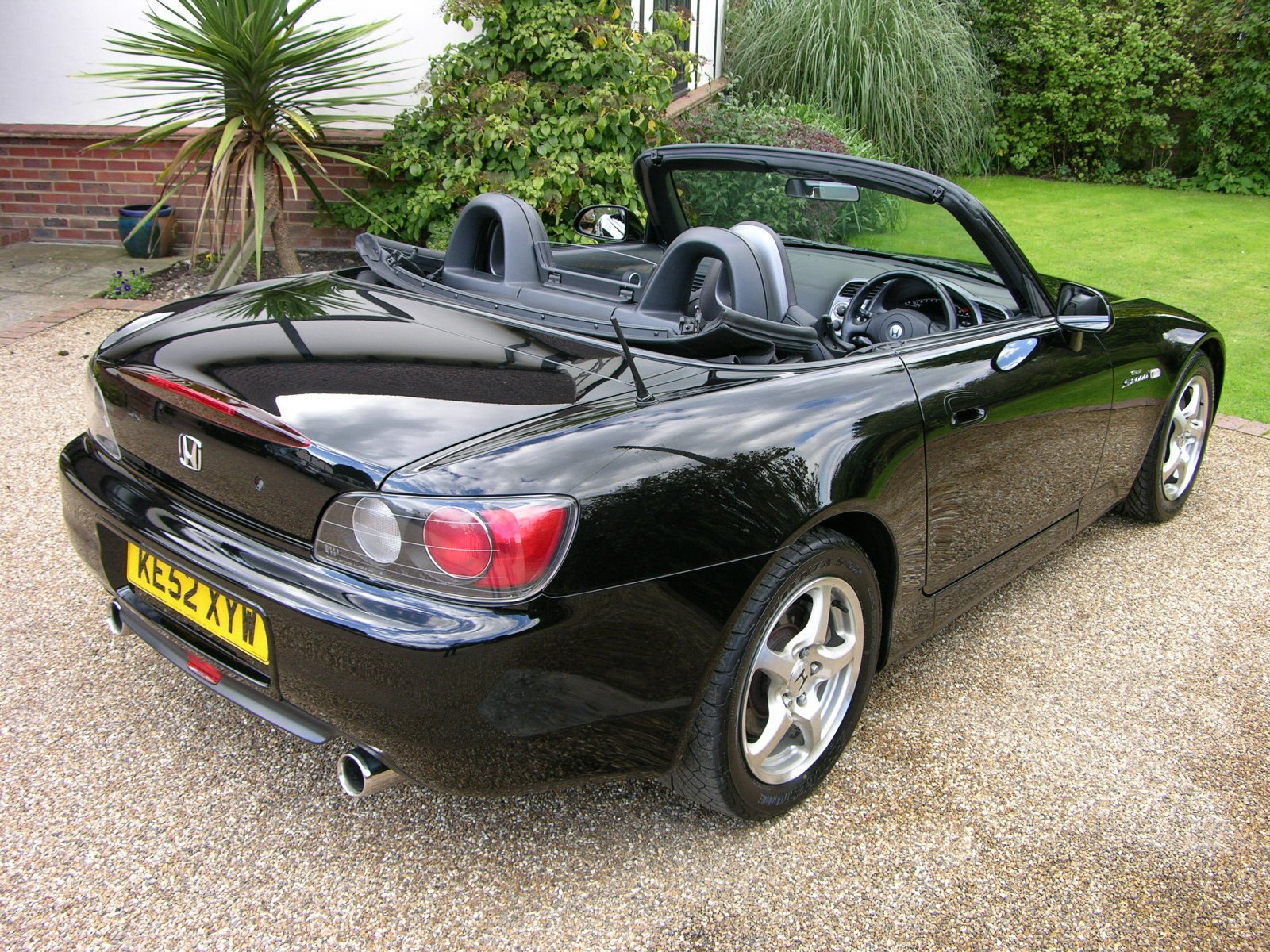
Tył S2000 AP1

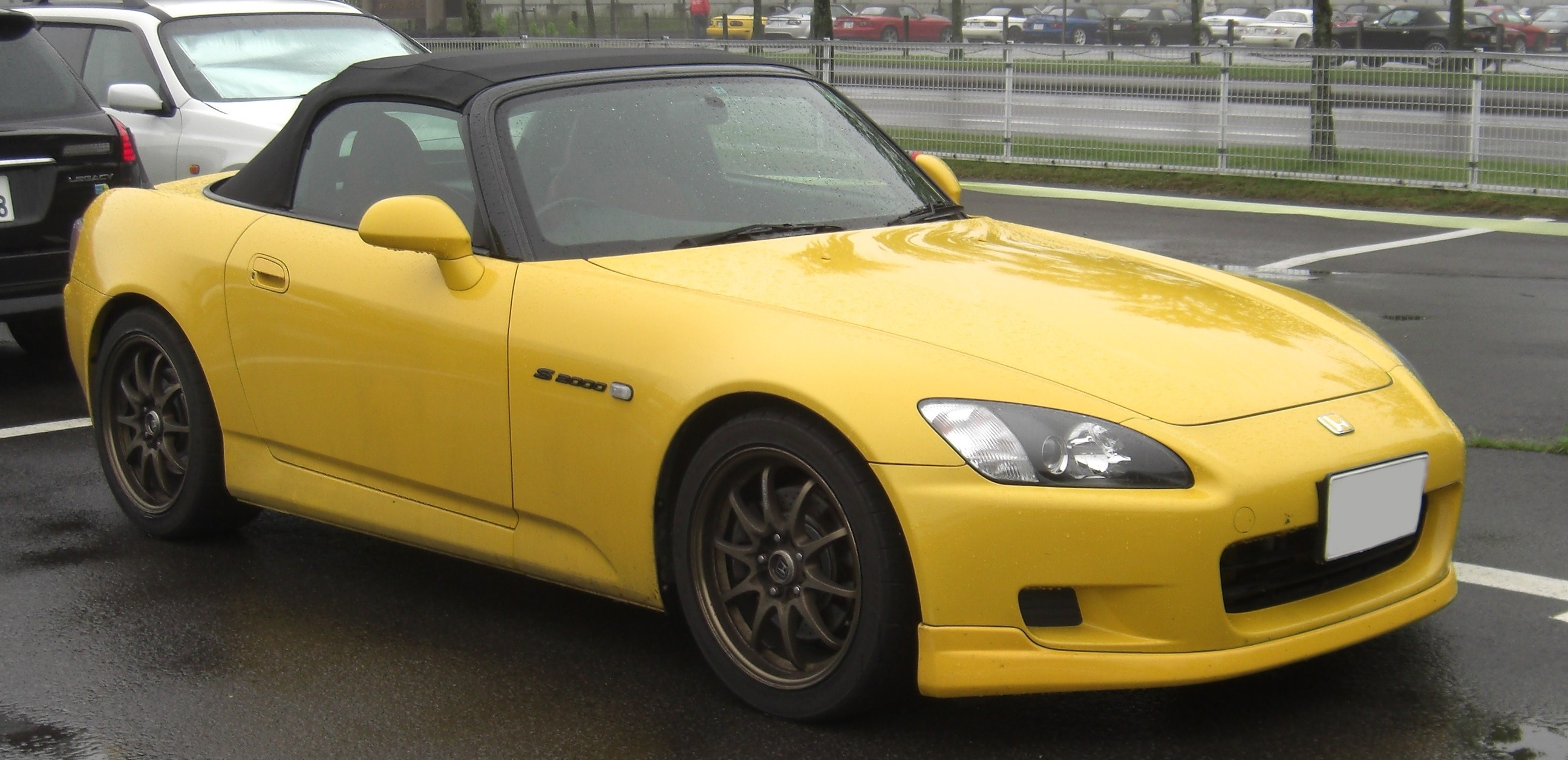
Honda S2000 AP1 z rozłożonym dachem

Honda S2000 AP1 produkowana była od kwietnia 1999 do 2003 roku. W aucie zamontowano czterocylindrowy silnik benzynowy o pojemności 1997 cm³ DOHC VTEC i mocy od 240 do 250 KM (w zależności od rynku sprzedaży) współpracujący z 6-biegową manualną skrzynią biegów.
Zawieszenia auta utwardzono na podwójnych wahaczach oraz elektrycznie wspomaganym układzie kierowniczym. W standardowym wyposażeniu pojazdu znajdowały się 16-calowe opony marki Bridgestone model Potenza S-02. Kompaktowy i lekki silnik zamontowany za przednią osią umożliwia całkowity rozkład masy 50:50 (przód:tył). Auto w standardzie posiadało winylowy dach. Opcjonalnie kupić można było dach wykonany z aluminium.
W 2001 roku samochód przeszedł lekki face lifting modernizujący głównie wnętrze pojazdu: radio oraz dodając cyfrowy zegar na desce rozdzielczej. W 2002 roku zmieniono ustawienia zawieszenia pojazdu, a tylną szybę z tworzywa sztucznego zamieniono na szkło zawierające elektryczny odmrażacz, lekko zmieniono tylne reflektory, radio oraz sterownik silnika.
Wersja AP1 produkowana była w Takanezawa obok Hondy NSX.
Wersje:
- Mugen
- Type-S

## AP2

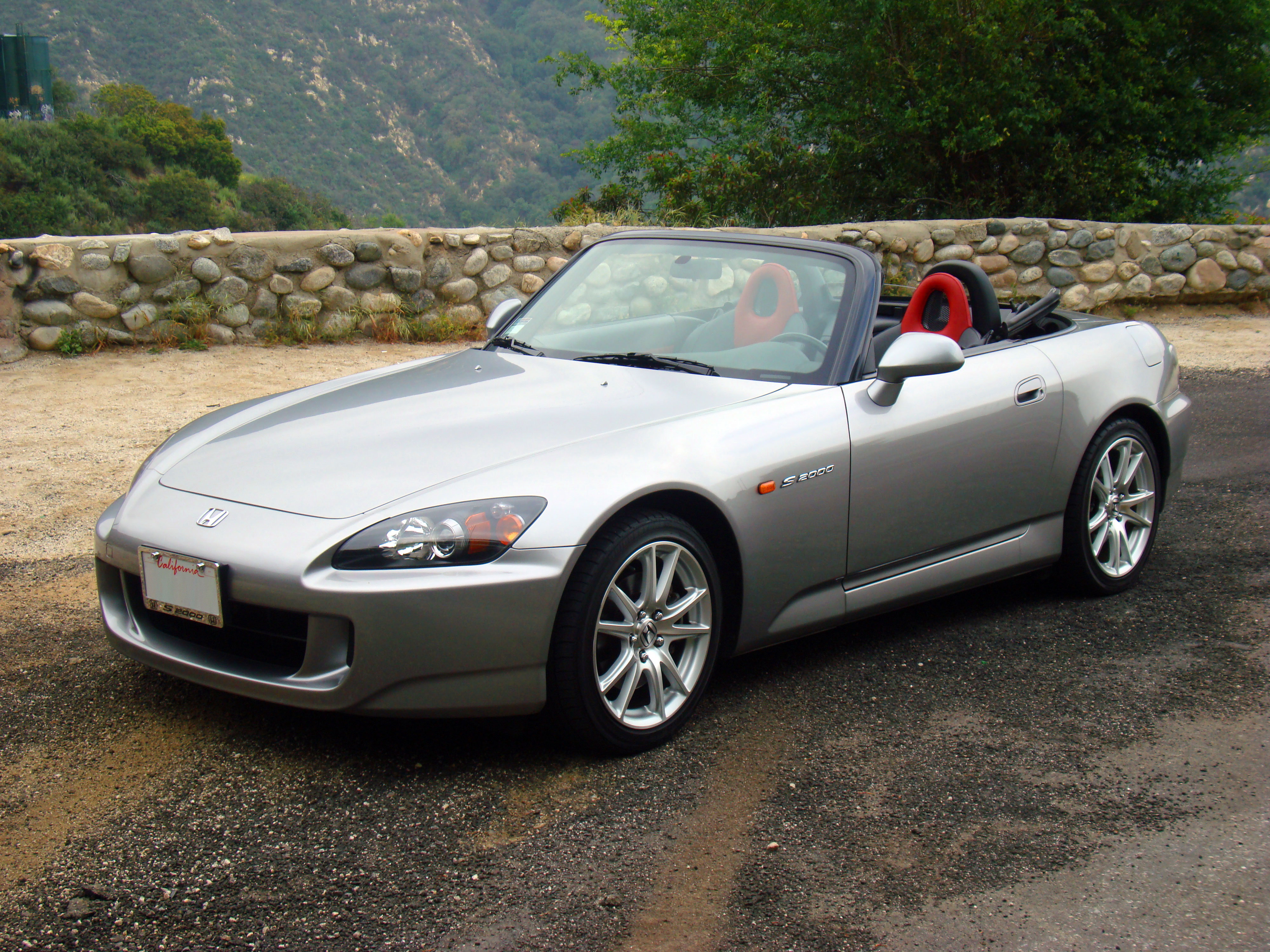
Honda S2000 AP2

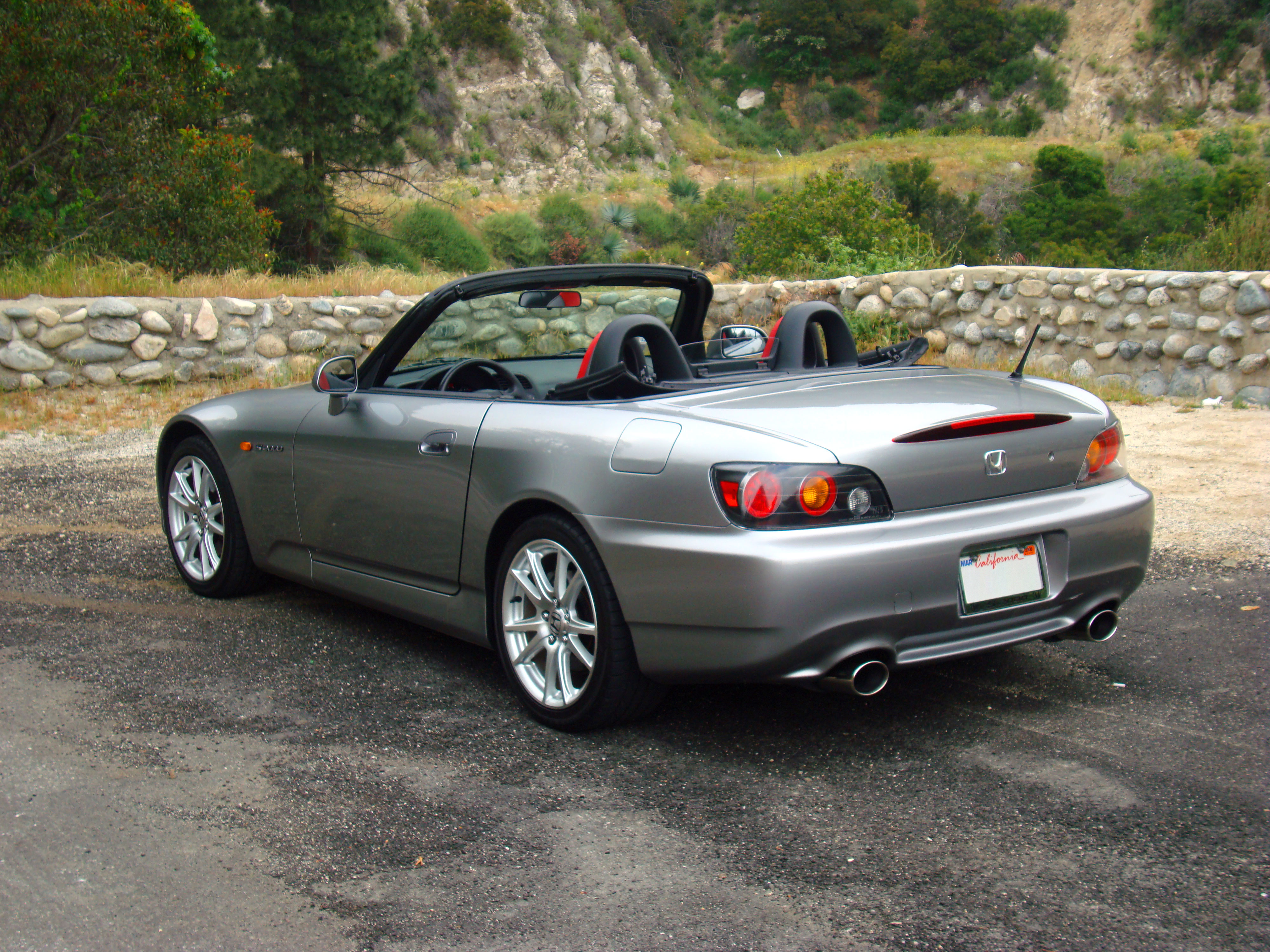
Tył S2000 AP2

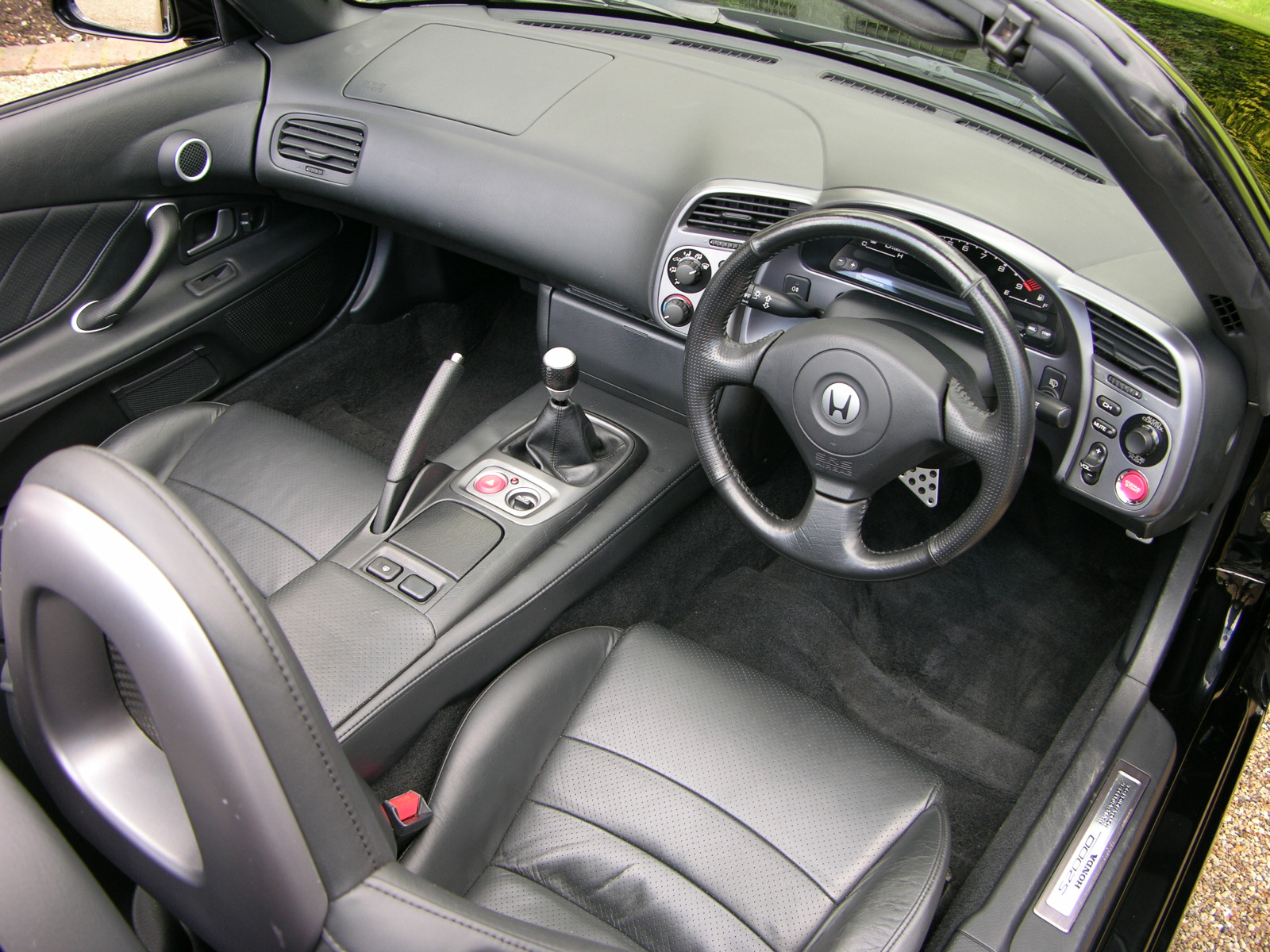
Wnętrze Hondy S2000 AP1

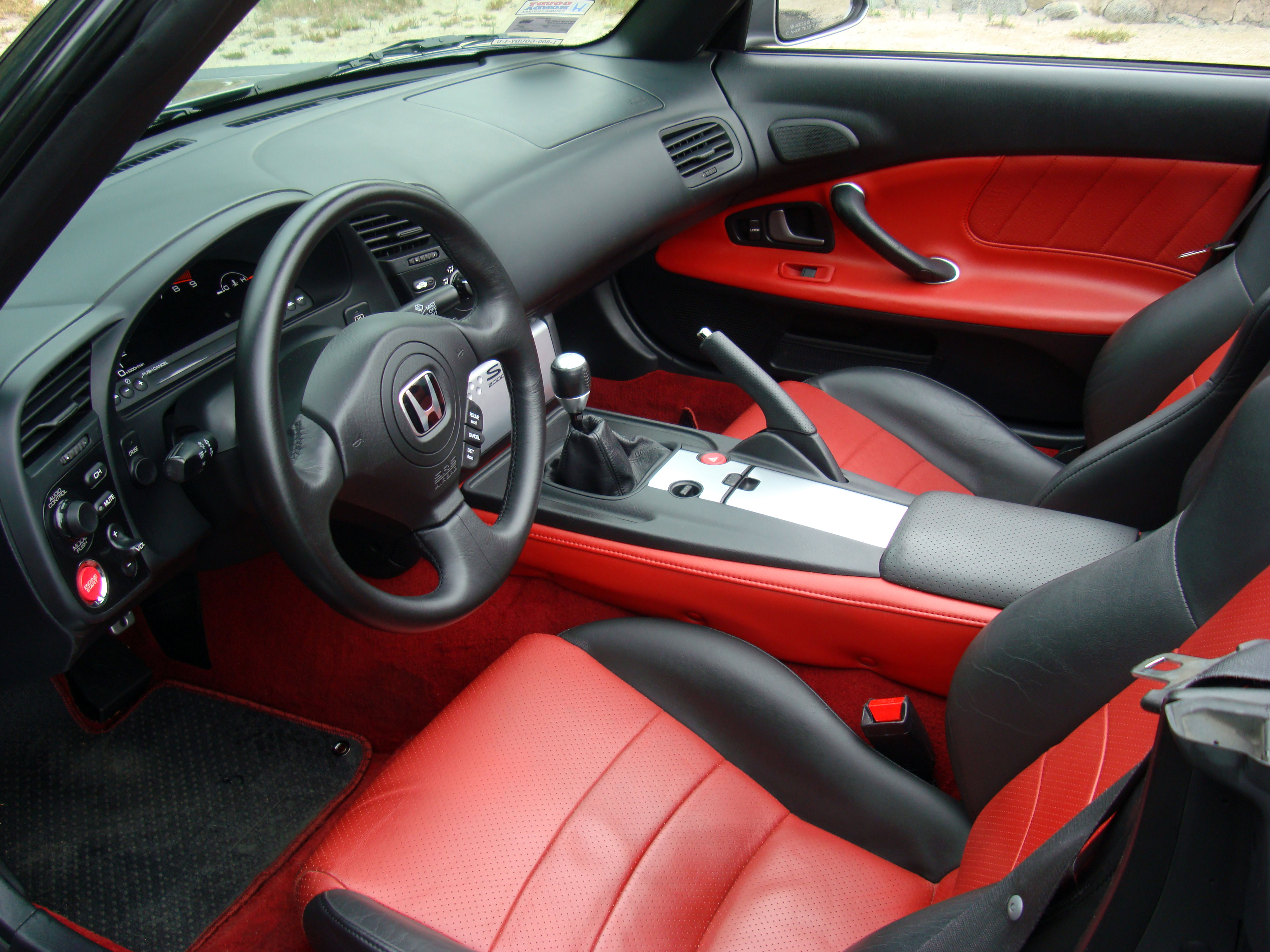
Wnętrze Hondy S2000 AP2

Honda S2000 AP2 to wersja auta z 2003 roku po przeprowadzonym face liftingu produkowana do czerwca 2009 roku w Suzuce.
W autach z 2004 roku zmieniono 16-calowe opony na 17-calowe Bridgestone Potenza RE-050 zmniejszając nadsterowność pojazdu, zmodyfikowano amortyzatory oraz geometrię zawieszenia do poprawy stabilności jazdy. W przekładni manualnej synchronizatory z mosiądzu zmieniono na synchronizatory z włókna węglowego. Ponadto przeprowadzono zmiany kosmetyczne: nowy przedni i tylny zderzak, nowe reflektory LED oraz tylne lampy.
W 2006 roku na rynku japońskim silnik F20C zamieniono na F22C1, a we wszystkich modelach wprowadzono system elektronicznej kontroli stabilności, nowe koła oraz kolor nadwozia. We wnętrzu poprawiono fotele oraz dodano głośniki stereo zintegrowane z zagłówkami. W tym samym roku Honda zdecydowała się na zastosowanie elektronicznie otwieranej przepustnicy oraz systemu kontroli trakcji zwanym w Hondzie Vehicle Stability Assist.
W 2007 roku wprowadzono na rynek limitowaną edycję 50 sztuk nazwanych RJ w kolorze białej perły nazwaną od imion Rubensa Barrichello i Jensona Buttona. Auto jest podziękowaniem za obecność Hondy (Honda Racing F1) w Formule 1.
W 2008 roku w USA zaprezentowano kolejną odmianę wyposażeniową (wcześniej w USA dostępna była 1 wersja wyposażenia). W tym samym roku zmieniono koła 17-calowe Bridgestone Potenza RE-070 z przodu 245/40, z tyłu 255/40 oraz zmieniono tylny zderzak i dodano duży spoiler. W tym samym roku zaprezentowano wersję CR - Club Racing (Type-S).
W 2009 roku na zakończenie produkcji na rynku europejskim pojawiła się specjalna edycja auta pod nazwą S2000 Ultimate Edition (na rynek polski trafiło 10 egzemplarzy, a na rynku brytyjskim S2000 GT Edition 100.
Wersje:
- CR - wersja bez koła zapasowego, sprzętu audio i klimatyzacji; z dodatkami aerodynamicznymi, utwardzonym zawieszeniem oraz szerszymi tylnymi oponami[12]
- Mugen
- RJ
- Type-S
- Ultimate Edition/GT Edition 100 - nadwozie w kolorze Grand Prix White; wnętrze wykonane z czerwonej skóry[13].

## Specyfikacja
|                                 | 2000–2003                             | 2004–2009 (F20C)                      | 2004–2009 (F22C)                      | 2008-2009 CR (F22C)                   |
| Techniczna                      | Techniczna                            | Techniczna                            | Techniczna                            | Techniczna                            |
| ------------------------------- | ------------------------------------- | ------------------------------------- | ------------------------------------- | ------------------------------------- |
| Typ silnika                     | rzędowy 4 cylindrowy, aluminiowy blok | rzędowy 4 cylindrowy, aluminiowy blok | rzędowy 4 cylindrowy, aluminiowy blok | rzędowy 4 cylindrowy, aluminiowy blok |
| Pojemność                       | 1997 cm³                              | 1997 cm³                              | 2157 cm³                              | 2157 cm³                              |
| Średnica x skok tłoka:          | 87 mm × 84 mm                         | 87 mm × 84 mm                         | 87 mm × 90,7 mm                       | 87 mm × 90,7 mm                       |
| Moc                             | 240 KM (177 kW) / 8300 obr./min       | 240 KM (177 kW) / 8300 obr./min       | 237 KM (177 kW) / 7800 obr./min       | 237 KM (177 kW) / 7800 obr./min       |
| Moment obrotowy                 | 207 Nm / 7500 obr./min                | 207 Nm / 7500 obr./min                | 220 Nm / 6800 obr./min                | 220 Nm / 6800 obr./min                |
| Prędkość obrotowa (max.)        | 9000 obr./min                         | 9000 obr./min                         | 8200 obr./min                         | 8200 obr./min                         |
| Stopień kompresji               | 11,0:1                                | 11,0:1                                | 11,1:1                                | 11,1:1                                |
| Mechanizm zaworowy              | 16-zaworów DOHC VTEC                  | 16-zaworów DOHC VTEC                  | 16-zaworów DOHC VTEC                  | 16-zaworów DOHC VTEC                  |
| Skrzynia biegów                 | 6-biegowa mechaniczna                 | 6-biegowa mechaniczna                 | 6-biegowa mechaniczna                 | 6-biegowa mechaniczna                 |
| Rozstaw kół                     | przód: 1471 mm, tył: 1509 mm          | przód: 1471 mm, tył: 1509 mm          | przód: 1471 mm, tył: 1509 mm          | przód: 1471 mm, tył: 1509 mm          |
| Prześwit                        | 13 cm                                 | 13 cm                                 | 13 cm                                 | 13 cm                                 |
| Prędkość maksymalna             | 240 km/h                              | 240 km/h                              | 240 km/h                              | 240 km/h                              |
| Współczynnik oporu powietrza Cx | 0,39                                  | 0,39                                  | 0,39                                  | 0,39                                  |

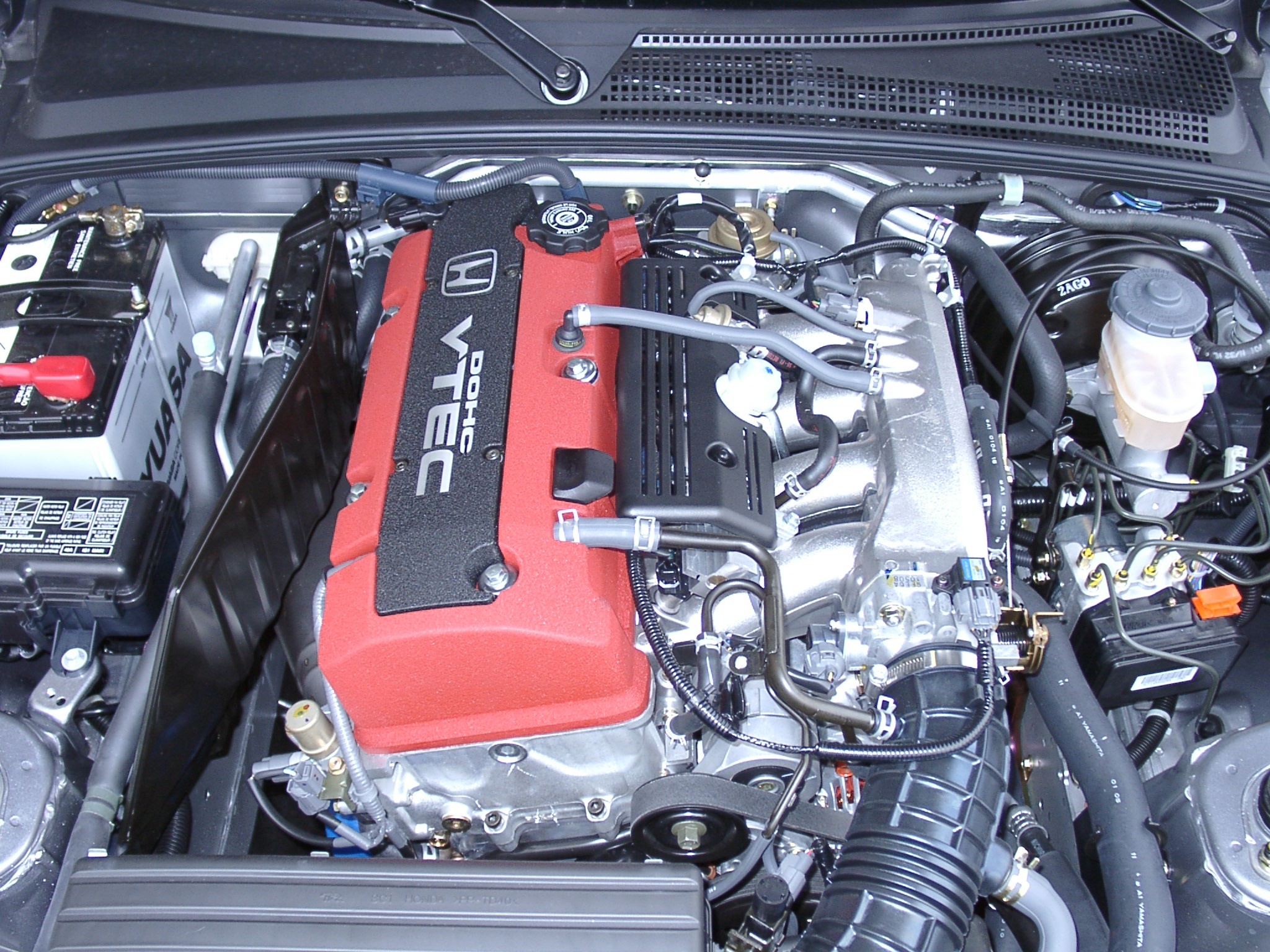
Silnik F20C

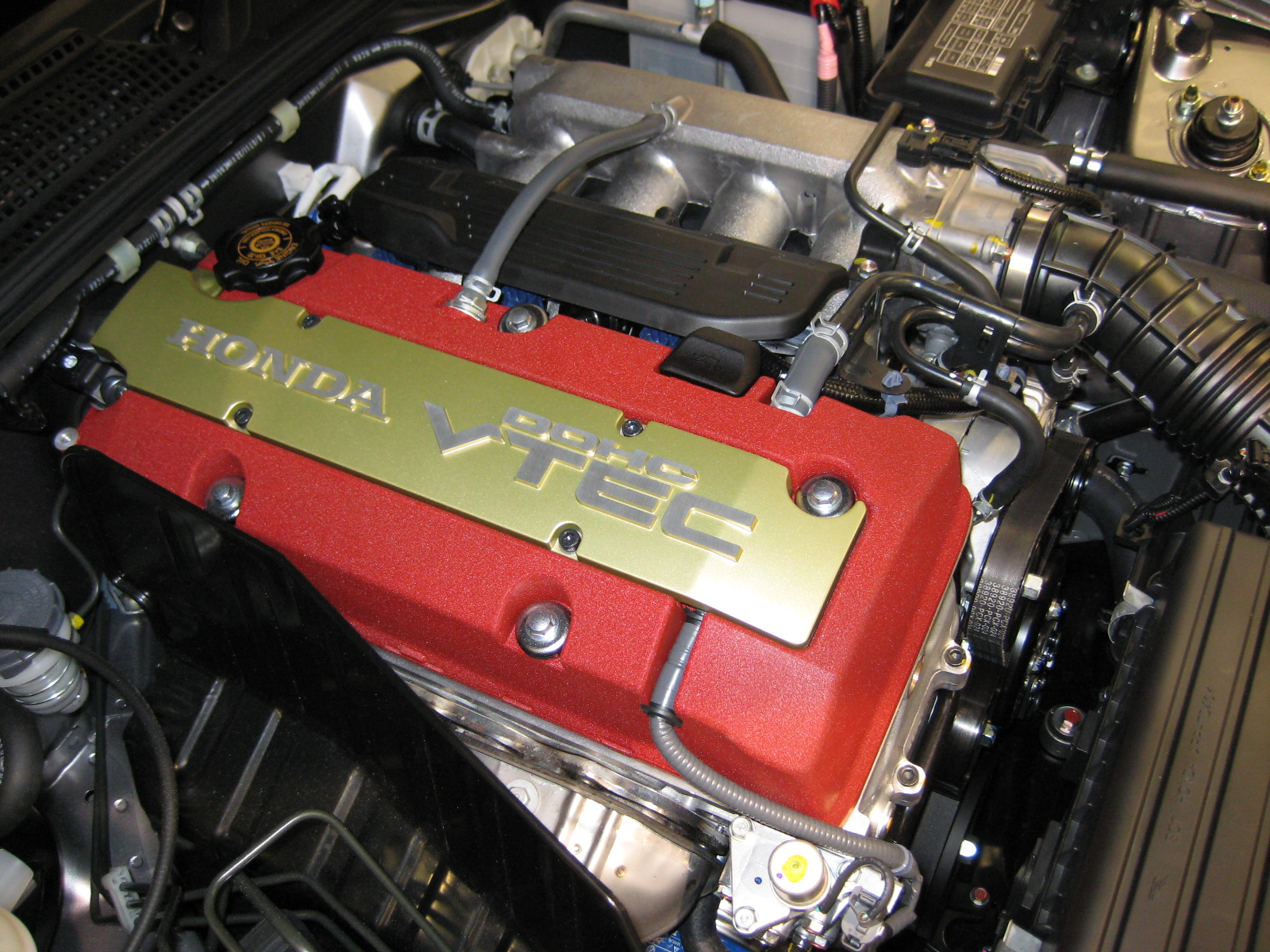
Silnik F22C

Wysokoobrotowy, wolnossący silnik ze zmiennymi fazami rozrządu w którym np. tuleje cylindrowe wykonane były ze wzmocnionego włóknem metalu, a wał korbowy i korbowody z nawęglonej kutej stali; 120 KM z litra pojemności, 200 KM na tonę, około 6 sekund do 100 km/h, system VTEC od 6100 obrotów, maksymalna prędkość obrotowa 9200 obrotów, średnie spalanie 10 litrów na 100 km (z powodu wysokiego stopnia sprężania silnik wymaga benzyny 98 oktanowej).

## S2000 Mugen
Honda S2000 doczekała się kilku przeróbek przez firmę Mugen Motorsports. Jedna z przeróbek nie zmieniła nic w nadwoziu auta poza pakietem stylistycznym, który obejmował dach, maskę oraz spoiler wykonane z karbonu, zderzaki oraz zawieszenie, a także sportowy układ wydechowy ze sportowym kolektorem wydechowym i karbonowym dolotem a we wnętrzu zmieniono m.in. fotele. Druga przeróbka mająca miejsce na początku 2007 roku pozbawiła sportową Hondę dachu. Prototyp auta przedstawiono pod nazwą Honda Open Top Pure Concept Sport. W aucie zmieniono stylistykę a także zaingerowano w silnik, układ wydechowy, zawieszenie oraz hamulce. Auto pozbawiono przednich słupków oraz szyby.

## S2000 Modulo Climax

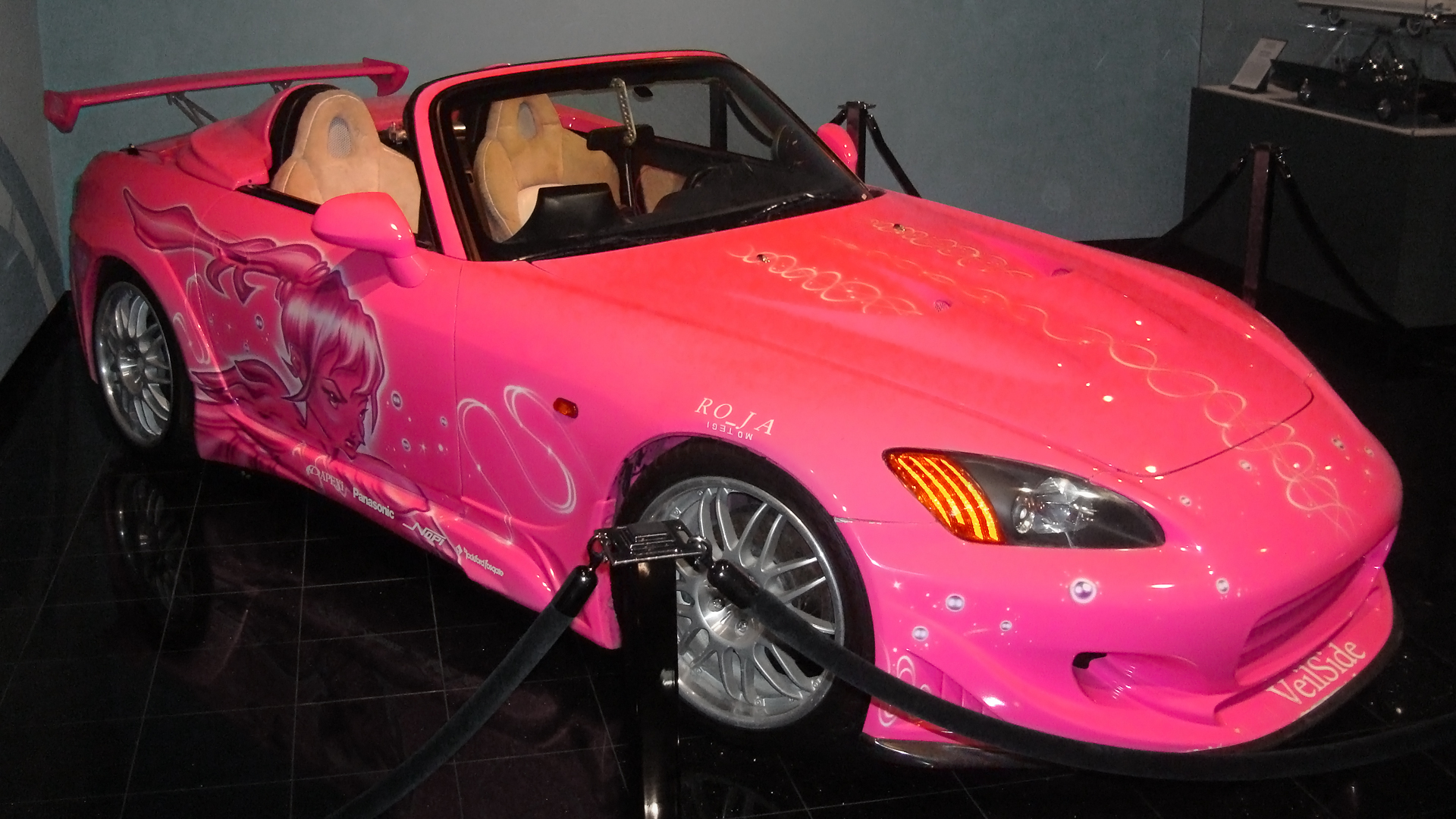
Honda S2000 z filmu Za szybcy za Wściekli

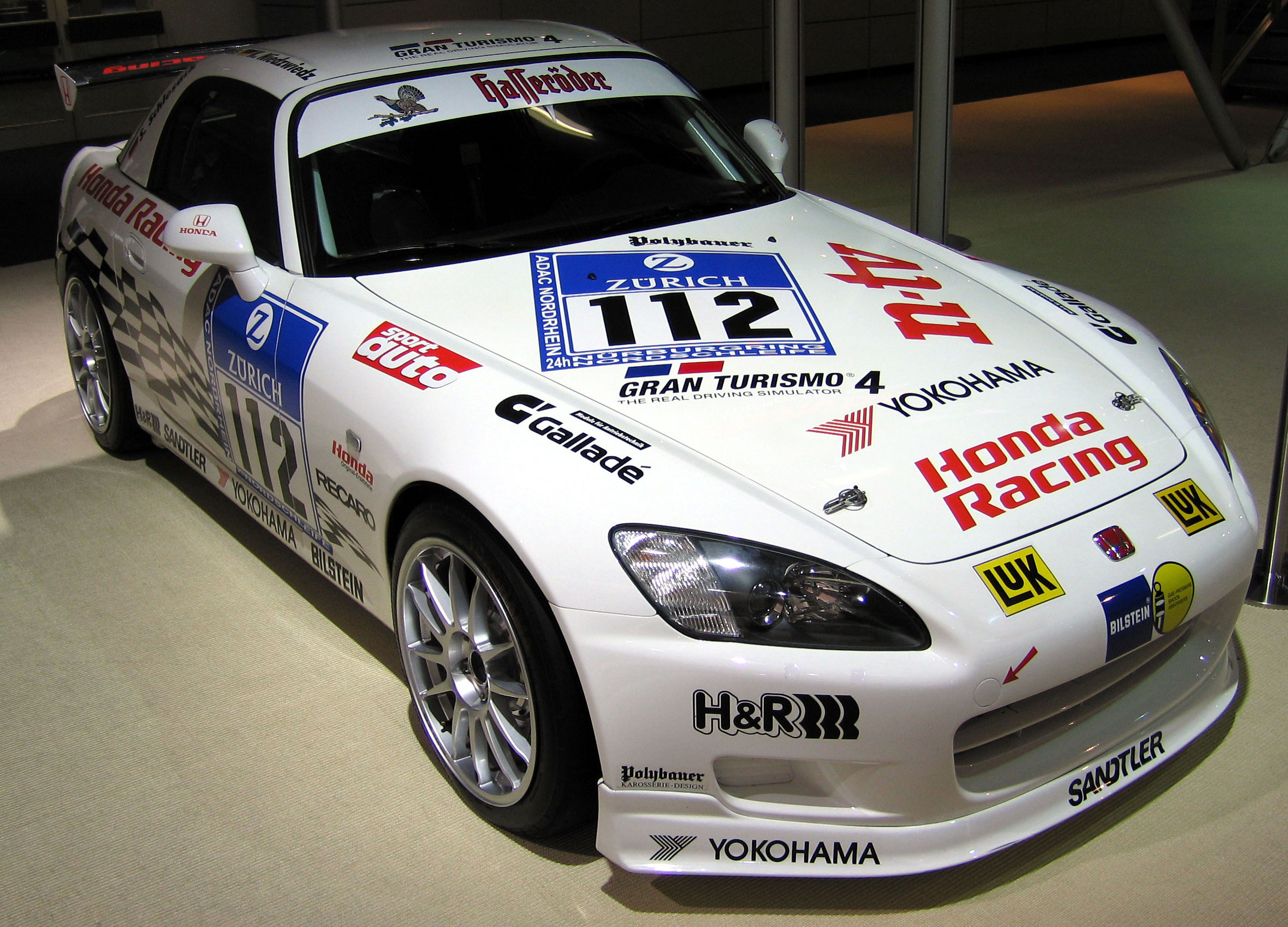
Honda S2000 Cup

Pod koniec 2012 roku podczas salonu samochodowego w Tokio zaprezentowano zmodyfikowaną stylistycznie odmianę Hondy S2000, która nigdy nie będzie produkowana. Samochód zaprojektowano jako wizytówkę nowoczesnej stylizacji i wysokiej klasy wnętrza. Przód samochodu został zaokrąglony, a najważniejszym elementem jest szeroka chromowana listwa biegnąca wzdłuż całej szerokości samochodu, w którą wkomponowano diodowe światła dzienne.

## Ekranizacje i gry
Samochód doczekał się trzech ekranizacji w 2001 i 2003 roku w filmach pod tytułem Szybcy i wściekli i Za szybcy, za wściekli oraz w 2003 w Zmruż oczy.
Samochód również doczekał się ekranizacji w 2004 roku w anime Initial D: Fourth Stage.
Za kierownicą pojazdu można usiąść w grach: Need for Speed: Underground, Need for Speed: Shift, Need for Speed 2015, Need for Speed: Payback, Juiced: Szybcy i Gniewni, Juiced 2: Hot Import Nights, rFactor oraz w seriach Gran Turismo, Forza Motorsport, Nitro Nation Stories, GRID 2 oraz GRID Autosport

## Honda S2000 w sporcie
Honda S2000 rywalizowała m.in. na torze Nürburgring z autami: BMW E46, BMW Z4, Ford Focus, Honda Integra, Opel Astra, Volkswagen Golf, Audi A4, Mercedes-Benz EVO II. W rywalizacji 24 Hours Nurburgring zdominowała na kilka lat (2001, 2003, 2004, 2008, 2010, 2011) swoją klasę.
Auto rywalizuje też m.in. w takich seriach jak: BFGoodrich Langstreckenmeisterschaft Nürburgring, Super Taikyu, Sports Car Club of America.

## Recenzje i nagrody
Honda S2000 otrzymała wiele pochwał, także od krytyków motoryzacyjnych oraz od magazynów: Car and Driver, Car Magazine, Los Angeles Times, Road & Track.
- Cabrio of the Year 1999
- W 2000, 2001, 2002 i 2004 roku auto znalazło się w pierwszej dziesiątce najlepszych aut magazynu Car and Driver
- S2000 numerem 1 w latach 2004, 2005, 2006 Top Gear
- W 1999, 2000, 2001, 2002 i 2004 silnik auta zdobył tytuł International Engine of the Year w kategorii 1.8-2.0[20]